# Protosialis (Protosialis) voigti
Protosialis (Protosialis) voigti là một loài côn trùng trong họ Sialidae thuộc bộ Megaloptera. Loài này được Wichard & Engel miêu tả năm 2006.